# Connochaetes taurinus
Lo gnu striato (Connochaetes taurinus (Burchell, 1824)) anche noto come gnu comune, gnu dalla barba bianca o gnu blu, è una grande antilope africana e una delle due specie di gnu. La specie fa parte del genere Connochaetes, nella famiglia Bovidae, insieme all'unica altra specie di gnu, lo gnu dalla coda bianca (C. gnou). Lo gnu striato ha cinque sottospecie. 
L'animale si distingue dalle altre antilopi africane principalmente per la sua corporatura massiccia, specie nei quarti anteriori, e dal caratteristico muso robusto. I vitellini nascono con un mantello bruno fulvo iniziando ad assumere la loro colorazione adulta all'età di 2 mesi. Le tonalità del mantello degli adulti vanno da una colorazione ardesia profonda o da un grigio bluastro a un grigio chiaro o persino un marrone grigiastro. Entrambi i sessi possiedono un paio di grandi corna ricurve.
Lo gnu striato è un erbivoro, che si nutre principalmente di erbe corte. Forma branchi che si muovono in aggregazioni sciolte, dove branchi più piccoli si uniscono per formare delle mandrie più grandi non associate tra di loro, specialmente durante la stagione delle migrazioni. La stagione degli amori inizia alla fine della stagione delle piogge, ed ogni femmina partorisce un solo vitello dopo un periodo gestazionale di circa 8,5 mesi. Il vitello rimane con la madre per i primi 8 mesi, dopodiché si unisce a una mandria di giovani. L'habitat preferito degli gnu striati sono le pianure d'erba corta al confine con le savane di acacia ricoperte di cespugli, nell'Africa meridionale e orientale, prosperando principalmente in aree che non sono né troppo umide né troppo aride. Ogni anno, almeno tre popolazioni africane di gnu striato prendono parte ad una grande migrazione che copre lunghe distanze, programmata in modo da coincidere con l'andamento annuale delle precipitazioni e della crescita dell'erba nelle pianure d'erba corta del suolo vulcanico dove possono trovare i cibo ricco di sostanze nutritive necessario per l'allattamento e la crescita dei vitelli.
Lo gnu striato è originario dell'Angola, Botswana, Kenya, Mozambico, Sudafrica, Swaziland, Tanzania, Zambia e Zimbabwe. Oggi è estinto in Malawi, ma è stato reintrodotto con successo in Namibia. Il limite meridionale dell'areale degli gnu striati è il fiume Orange, mentre il limite occidentale è delimitato dal lago Vittoria e dal Monte Kenya. Lo gnu striato è molto comune e diffuso nel suo areale, e viene spesso introdotto negli allevamenti privati di selvaggina e nelle riserve naturali. Vista la densità e distribuzione della specie, l'Unione Internazionale per la Conservazione della Natura (IUCN) ha valutato lo gnu striato come specie a Rischio minimo. La popolazione è stata stimata intorno ai 1,5 milioni di esemplari e l'andamento della popolazione è stabile.
Il termine "gnu" viene usato comunemente per indicare C. taurinus, ma può anche riferirsi in generale al genere Connochaetes, che include anche lo gnu dalla coda bianca. In inglese, il C. taurinus viene chiamato blue wildebeest ("gnu azzurro"), mentre il C. gnu viene distinto col nome di black wildebeest ("gnu nero"). In swahili, il C. taurinus si chiama nyumbu.

## Descrizione

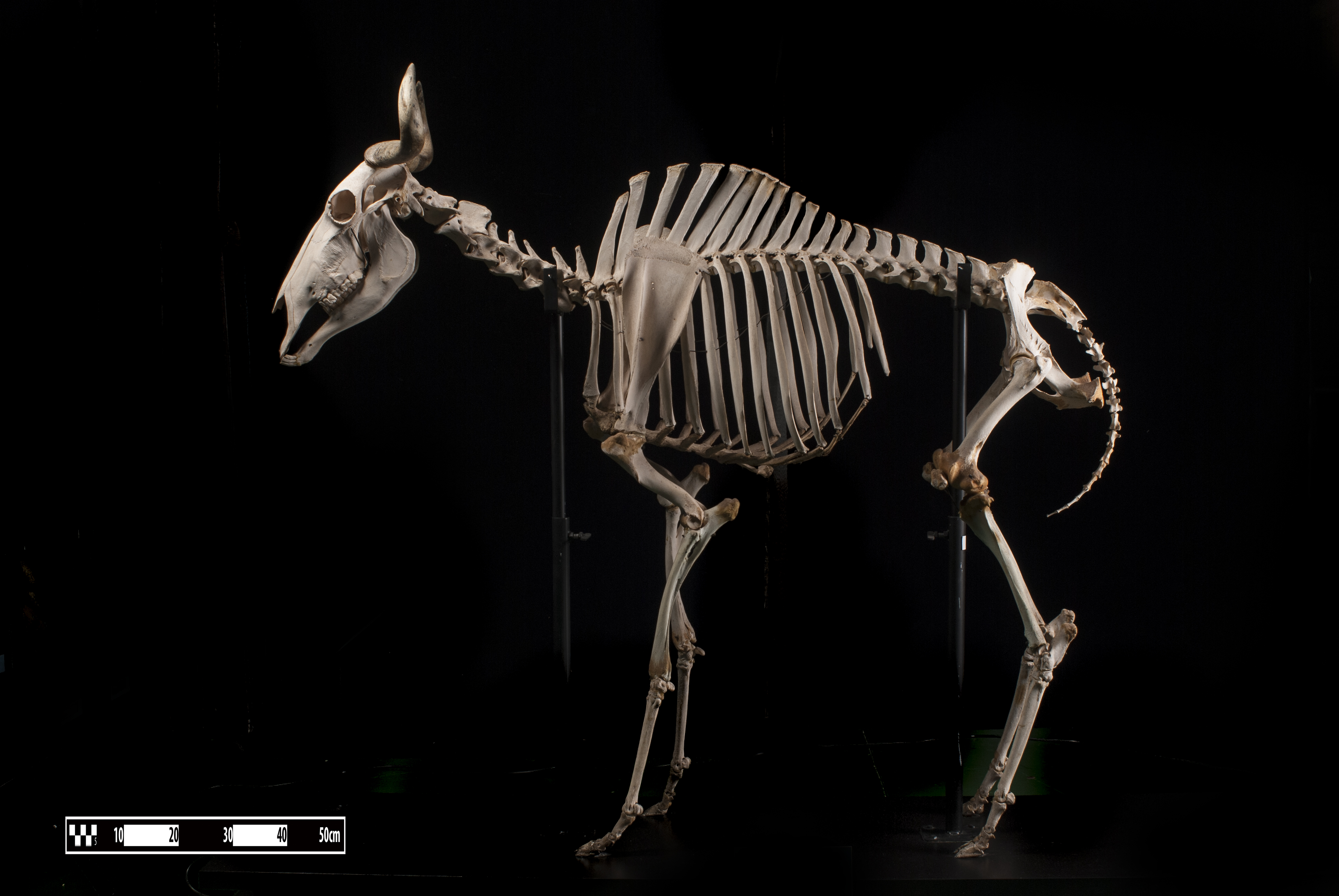
Uno scheletro di gnu striato, al Museum of Veterinary Anatomy, San Paolo, Brasile

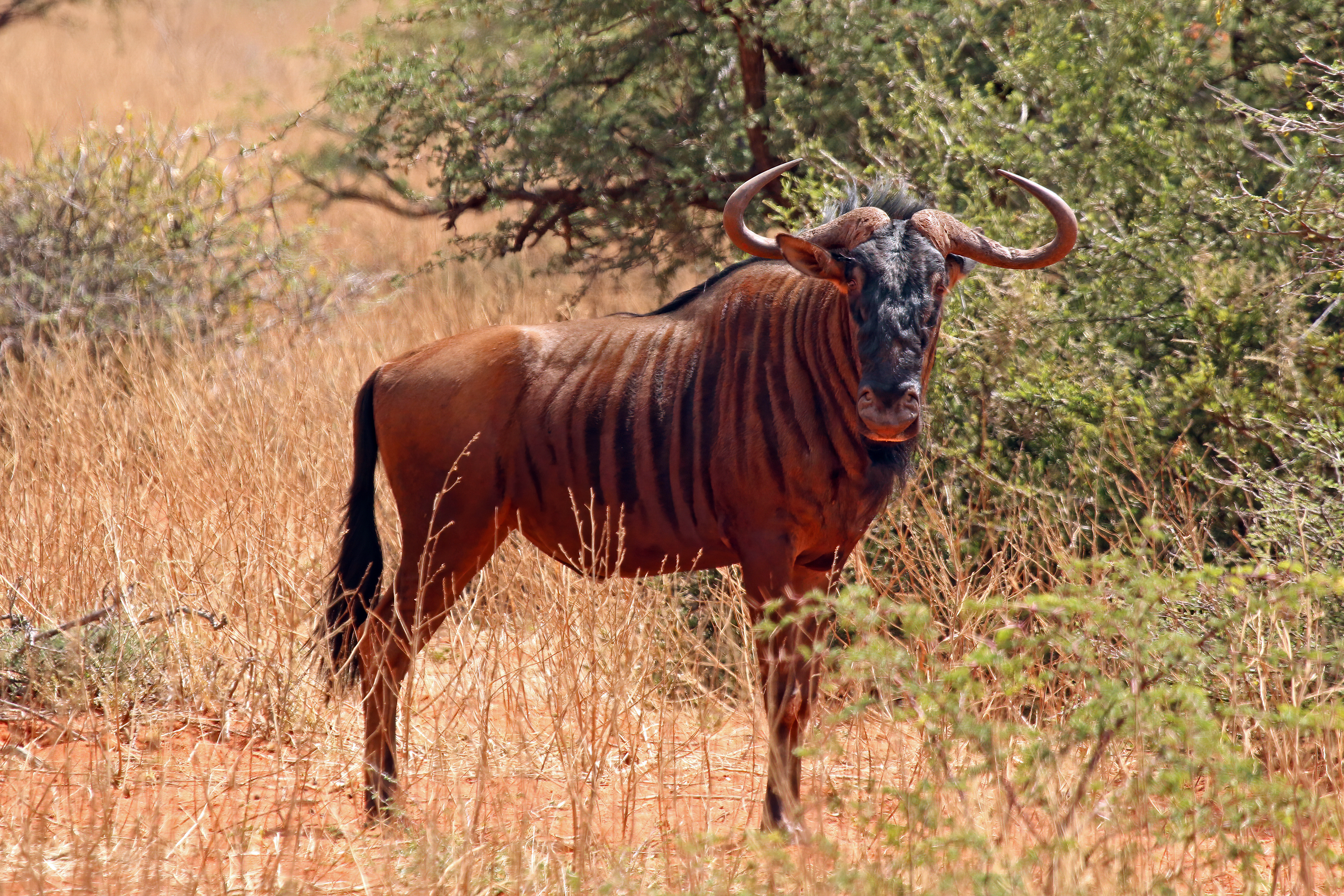
Un maschio di C. t. taurinus di 1-2 anni presso la Tswalu Kalahari Reserve, Sudafrica

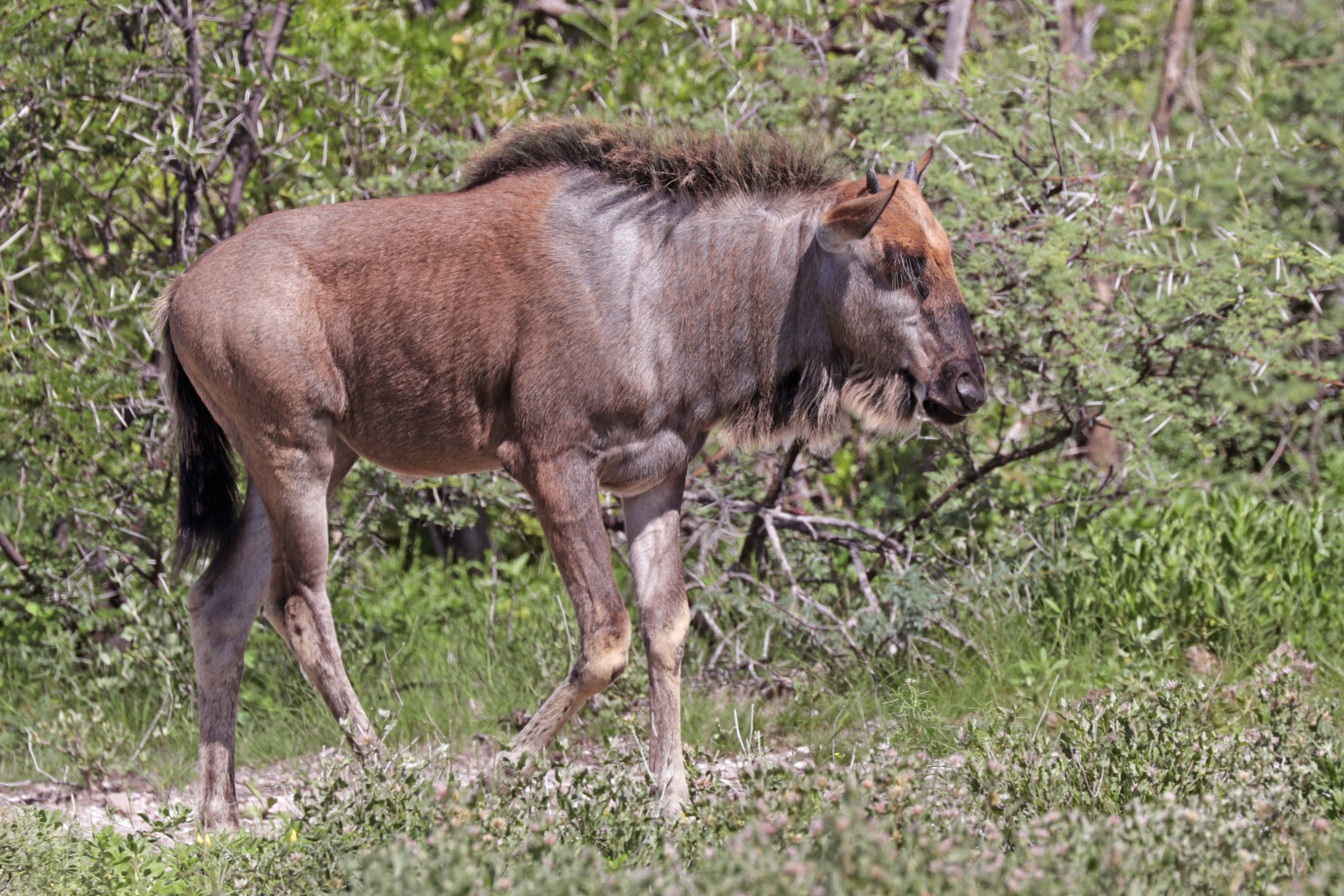
Un vitello di C. t. taurinus, all'Parco nazionale d'Etosha, Namibia

Lo gnu striato mostra un marcato dimorfismo sessuale, con i maschi più grandi e più scuri delle femmine. L'animale misura in genere 170–240 centimetri (67–94 pollici) di lunghezza, dalla testa ai quarti posteriori. L'altezza media al garrese della specie è di 115-145 centimetri (45-57 pollici). Mentre i maschi possono arrivare a pesare fino a 290 kg (640 libbre), le femmine raramente superano i 260 kg (570 libbre). Una delle caratteristiche dell'animale è la lunga coda nera, lunga all'incirca 60-100 centimetri (24-39 pollici). Tutte le caratteristiche e le striature di questa specie sono simmetriche bilateralmente per entrambi i sessi. La durata media della vita è di 20 anni in natura e 21 anni in cattività. Il più anziano individuo conosciuto in cattività è vissuto per 24,3 anni.

### Colorazione
Questa antilope dalle spalle larghe ha un aspetto muscoloso e pesante specie nei quarti anteriori, con un muso robusto e distintivo. I vitelli nascono con un mantello bruno fulvo e iniziano ad assumere la loro colorazione adulta all'età di 2 mesi. Le tonalità della colorazione degli adulti vanno dall'ardesia profonda o da un grigio bluastro a un grigio chiaro o persino un marrone grigiastro. Il dorso e i fianchi sono leggermente più chiari del ventre e degli arti. Strisce verticali marrone scuro segnano l'area tra il collo e la parte posteriore della cassa toracica, dando così all'animale il nome comune "gnu striato". Le criniere in entrambi i sessi appaiono lunghe, rigide, spesse e nero corvino, dello stesso colore della coda e del muso. Mentre le criniere dello gnu dalla barba bianca occidentale ed orientale sono più snelle e cadenti sul collo, quelle dello gnu di Nyassaland e dello gnu comune sono più rigide e verticali. Le ghiandole odorifere, che secernono un olio limpido, sono posizionate negli anteriori e sono più grandi nei maschi rispetto alle femmine.
In termini di lunghezza del cranio, la sottospecie più piccola dello gnu striato è lo gnu dalla barba bianca occidentale. È anche la sottospecie dal mantello più scuro; lo gnu dalla barba bianca orientale è la sottospecie più leggera. Entrambe le sottospecie possiedono una barba bianco crema, mentre le sottospecie di Nyassaland e lo gnu comune presentano una folta barba nera. La sottospecie di Nyassaland presenta anche un muso più lungo, mentre le femmine dello gnu dalla barba bianca occidentale presentano il muso più corto.

### Corna

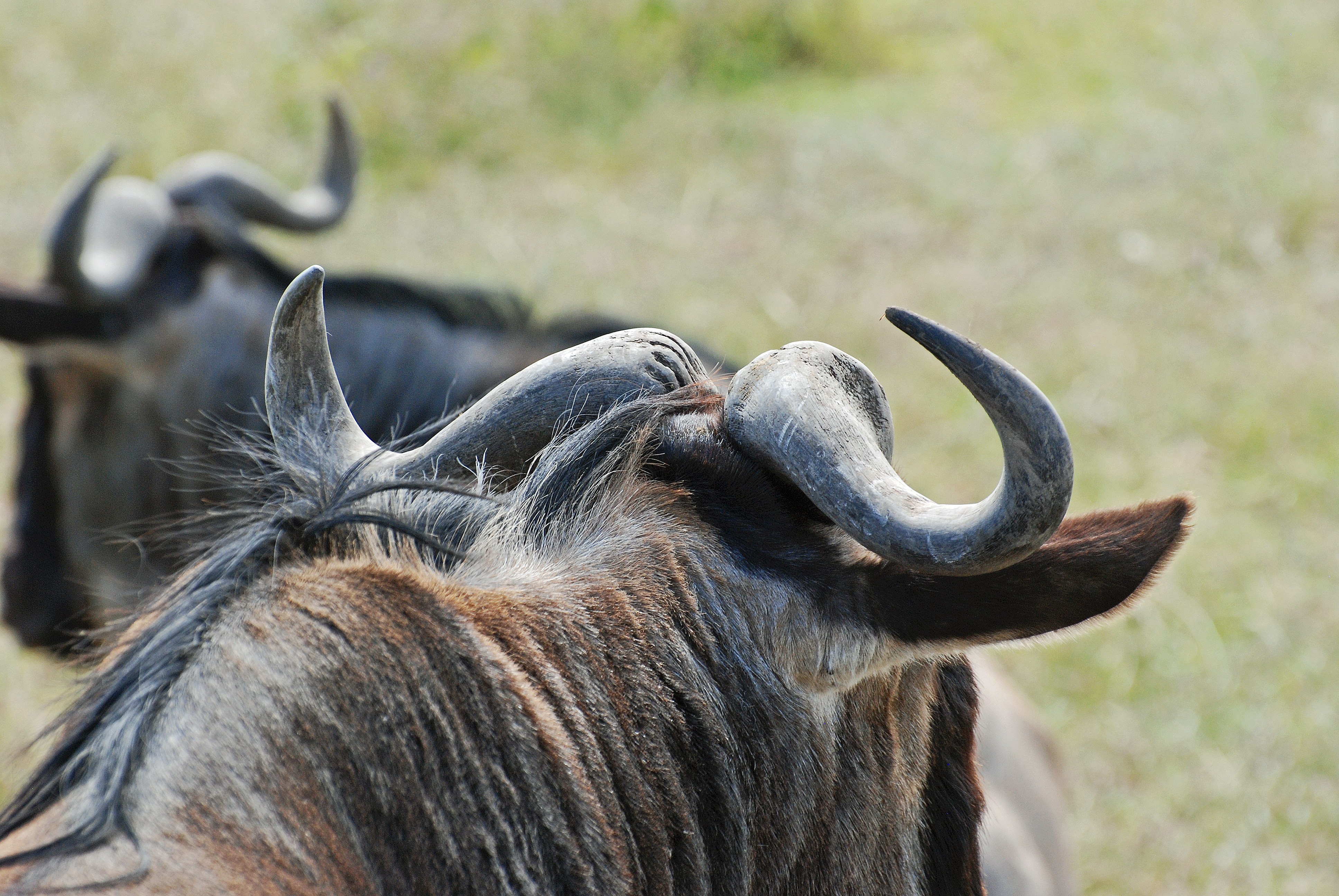
Primo piano delle corna

Entrambi i sessi possiedono un paio di grandi corna, la cui forma ricorda una parentesi. Questi si estendono lateralmente verso l'esterno, quindi si curvano verso l'alto e verso l'interno. Nei maschi, le corna possono essere lunghe 83 centimetri (33 pollici), mentre le corna delle femmine sono lunghe in media 30-40 centimetri (12-16 pollici). Nonostante sia un'antilope, lo gnu striato possiede varie caratteristiche bovine. Ad esempio, le corna assomigliano molto a quelle della femmina del bufalo cafro. Inoltre, la corporatura pesante e i quarti anteriori sproporzionatamente grandi gli conferiscono un aspetto bovino.

### Malattie e parassiti
Lo gnu striato è suscettibile all'afta epizootica, all'antrace, alla rogna sarcoptica e alla gangrena dello zoccolo. L'herpesvirus è stato isolato per la prima volta da uno gnu azzurro nel 1960 dallo scienziato veterinario Walter Plowright. Sebbene le cause di morte varino di anno in anno, in un periodo di siccità in Botswana, le vittime più frequenti sono i giovani vitelli e le femmine più anziane. In un'altra occasione, si stima che il 47% dei decessi sia stato causato da malattie, il 37% da predazione e il resto da incidenti.
L'animale in natura può ospitare diversi parassiti. In uno studio, è stato scoperto che lo gnu striato ospita 13 specie di nematodi, un trematode, le larve di cinque mosche parassite, tre specie di pidocchi, sette specie di zecche ixodide, un acaro e le larve di un verme della lingua. Di questi, la maggior parte era più diffusa in alcuni periodi dell'anno rispetto ad altri. In genere, le larve di Gedoelstica e di Oestrus si trovano nelle vie nasali e nelle cavità respiratorie dello gnu striato e talvolta migrano verso il cervello. Rispetto ad altri bovidi, gli gnu striati sono resistenti alle infestazioni di diverse specie di zecche.

## Biologia

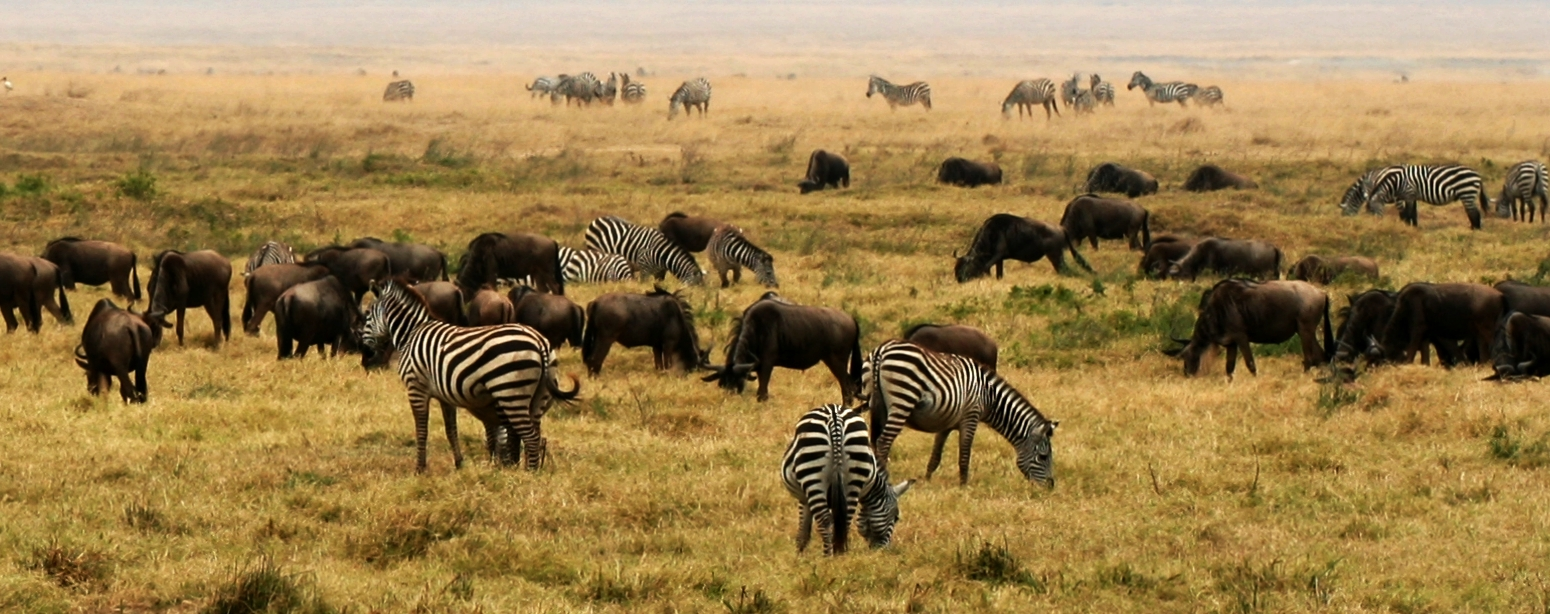
Una mandria mista di zebre delle pianure e gnu striati che pascolano all'interno del cratere di Ngorongoro

Lo gnu striato è principalmente attivo durante la mattina e nel tardo pomeriggio, passando le ore più calde della giornata a riposare. Questi animali estremamente agili e diffidenti possono correre fino a 80 km/h (50 mph), agitando la coda e scuotendo la testa. Un'analisi dell'attività dello gnu striato nel Parco nazionale del Serengeti ha dimostrato che questi animali dedicano più della metà del loro tempo totale a riposare, il 33% al pascolo, il 12% al muovendosi (principalmente camminando) ed il rimanente in interazioni sociali. Tuttavia, esistono variazioni tra i diversi gruppi per età e sesso.

### Branchi

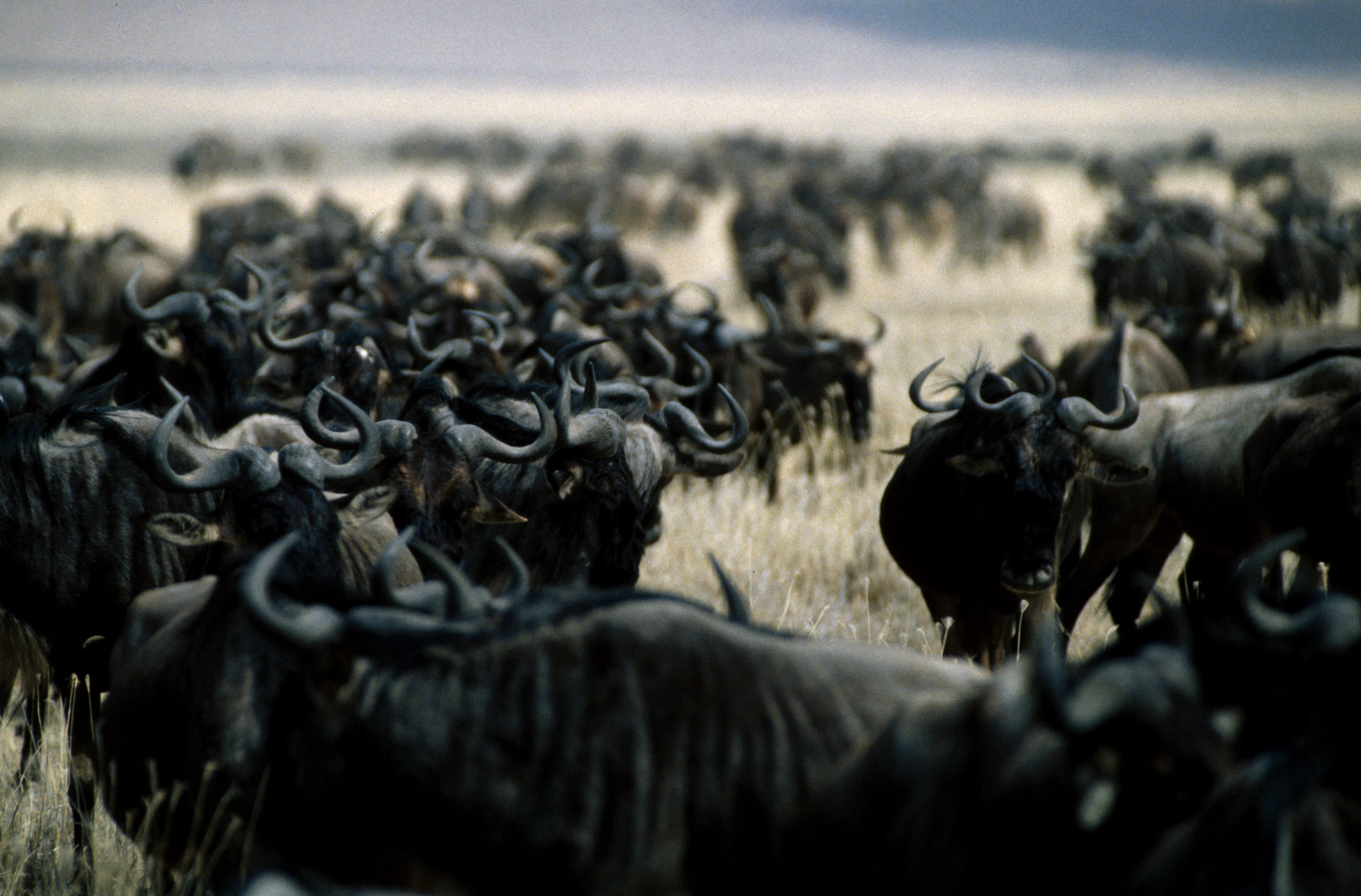
Un branco di gnu striati, Ngorongoro, Tanzania

Gli gnu solitamente si riposano vicino ad altri membri della propria specie, spostandosi in aggregazioni sciolte. Le mandrie possono contare da poche decine fino a diverse migliaia di esemplari. I branchi possono essere di genere misto con un maschio dominante, oppure branchi di sole femmine o di soli maschi. Spesso gli gnu formano branchi con altre specie, soprattutto con le zebre di Grant. I maschi formano branchi di scapoli, che possono essere distinti dai gruppi giovanili per la minore attività e la distanza tra gli animali. Circa il 90% dei vitelli maschi si unisce alle mandrie di scapoli prima della successiva stagione degli amori. I maschi diventano territoriali all'età di quattro o cinque anni, divenendo molto rumorosi (in particolare negli gnu dalla barba bianca occidentale) e attivi. I maschi tollerano la presenza di altri maschi, e un chilometro quadrato (0,39 miglia quadrate) di pianura può ospitare fino a 270 maschi adulti. La maggior parte dei territori utilizzati dai maschi è di natura temporanea, e meno della metà della popolazione maschile detiene territori permanenti. Nella zona del Serengeti, enormi branchi di gnu migrano stagionalmente dal Parco nazionale del Serengeti (Tanzania) all'adiacente Masai Mara (Kenya). La notte, questi animali tendono a dormire in gruppi molto più numerosi.
I vitelli femmina rimarranno con le loro madri e le altre femmine imparentate nella mandria per tutta la vita. Gli individui di sesso femminile in una mandria provengono da una vasta gamma di età, dai vitellini di un anno alle femmine più vecchie. Durante la stagione delle nascite, le femmine imparentate con i nuovi nascituri accolgono i nuovi nati attraverso degli speciali odori. Durante la stagione delle piogge, le femmine generalmente guidano il branco verso zone nutritive di erbe e aree dove è possibile evitare i predatori. Questo per garantire che i vitelli appena nati abbiano le maggiori possibilità di sopravvivere e di ottenere latte più nutriente.

### Territorialità
I maschi segnano i confini del loro territorio con cumuli di sterco, secrezioni dalle loro ghiandole odorose e determinati comportamenti. Il linguaggio del corpo usato da un maschio territoriale include assumere una postura eretta, raspare il terreno con le zampe e agitare il capo, defecazioni frequenti, rotolarsi nella terra, ed emettere frequenti e potenti muggiti ed un suono simile a un "ga-noo". Quando competono tra di loro per il territorio, i maschi grugniscono rumorosamente, raspano il terreno, agitano le corna come per colpire, ed eseguono altri movimenti che suggeriscono l'intenzione di aggredire ed altre manifestazioni di aggressività. Nel caso relativamente raro in cui si giunga allo scontro, i maschi si fronteggiano appoggiati sulle ginocchia anteriori, cercando di colpirsi reciprocamente con le corna.
La difesa del territorio da parte dei maschi è fortemente legata al corteggiamento e alla riproduzione, e quindi diviene particolarmente accesa durante la stagione degli accoppiamenti (da marzo ad aprile), per cessare completamente entro agosto. Nel Serengeti, dove la densità di popolazione degli gnu è tale che ci possono essere fino a 270 maschi territoriali per km², il rumore complessivo causato dai grugniti e dai combattimenti durante la stagione degli amori si riesce a udire da grandi distanze.

### Predatori

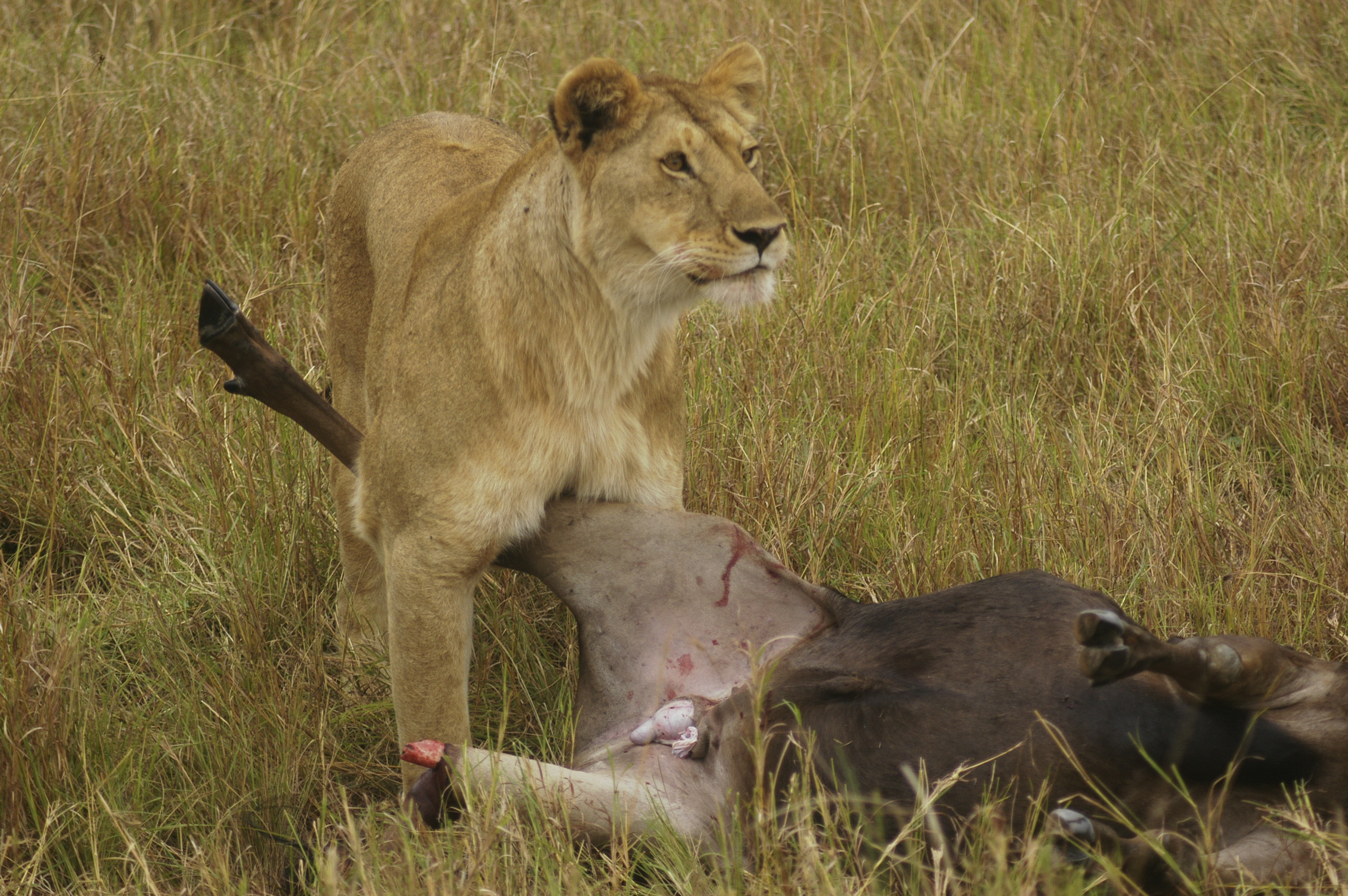
I leoni sono i principali predatori degli gnu. In questa foto, una leonessa si accinge a divorare il corpo di uno gnu appena ucciso nel Masai Mara, in Kenya.

Gli gnu sono una preda importante per molti predatori della savana, in particolare leoni, ghepardi, leopardi, licaoni e iene. Anche i coccodrilli attaccano spesso gli gnu quando i branchi attraversano corsi d'acqua durante gli spostamenti.

### Dieta
Lo gnu striato è un erbivoro, che si nutre principalmente delle erbe corte che comunemente crescono su terreni leggeri e alcalini che si trovano nelle praterie delle savane e delle pianure. La bocca larga dell'animale è adatta per mangiare grandi quantità di erba corta, che l'animale bruca sia giorno che di notte. Quando l'erba scarseggia, gli gnu possono nutrirsi anche del fogliame di arbusti e bassi alberi. Gli gnu striati brucano spesso insieme alle zebre di pianura, poiché quest'ultime si nutrono della parte superiore dell'erba, meno nutriente, esponendo il materiale inferiore e più verde che gli gnu preferiscono. Gli gnu si abbeverano frequentemente, abbeverendasi abbondantemente almeno due volte al giorno quando possibile. A causa del loro fabbisogno regolare d'acqua, questi animali prediligono prati umidi e aree con fonti d'acqua sempre disponibili. Uno gnu striato può bere dai 9 ai 12 litri d'acqua ogni uno o due giorni. Nonostante ciò, può sopravvivere anche nell'arido deserto del Kalahari, dove ottiene acqua a sufficienza dai meloni, dalle radici e dai tuberi che immagazzinano l'acqua.
In uno studio sulle abitudini alimentari degli gnu, è stato riscontrato che questi animali si nutrono di tre tipi di erba dominanti della zona, vale a dire: Themeda triandra, Digitaria macroblephara e Pennisetum mezianum. Il tempo trascorso a pascolare aumenta di circa il 100% durante la stagione secca. Sebbene la scelta della dieta rimanga la stessa sia nella stagione secca che in quella umida, gli animali sono più selettivi durante quest'ultima.

### Riproduzione

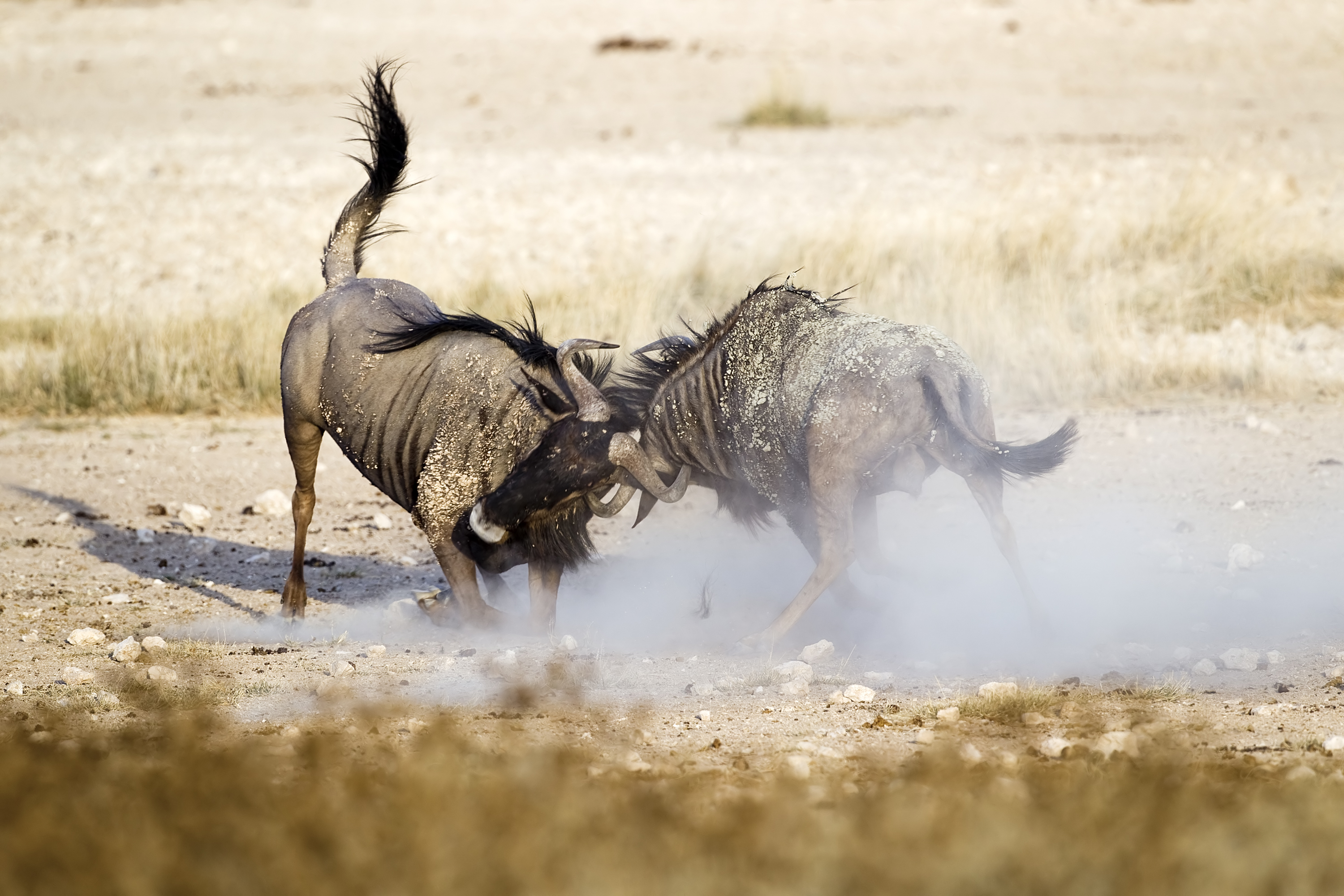
Due maschi in lotta per il dominio

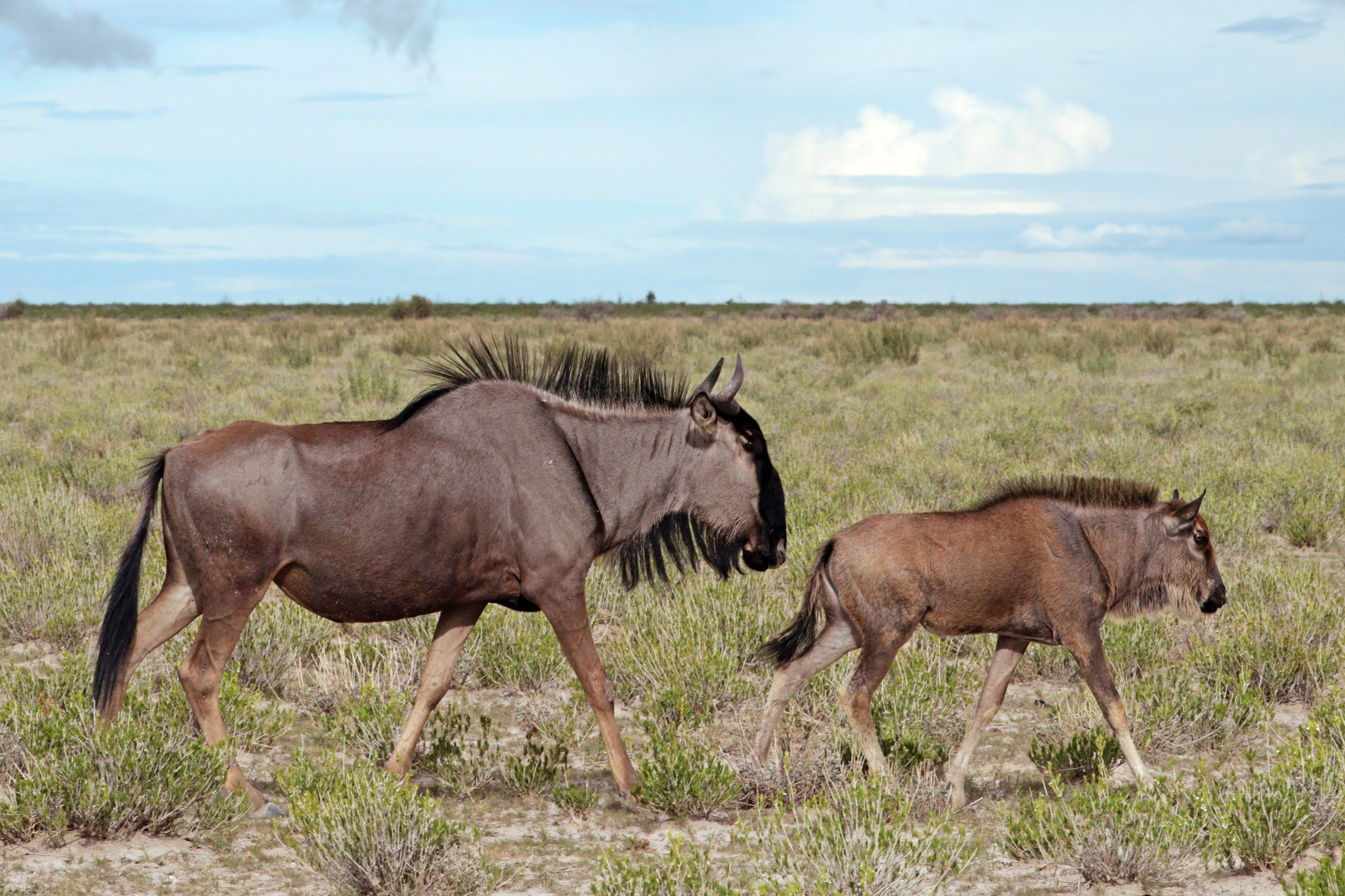
Una femmina con il suo vitello

I maschi diventano sessualmente maturi a circa 2 anni di età, mentre le femmine possono concepire già a 16 mesi se adeguatamente nutrite. Tuttavia, la maggior parte delle femmine non inizia a riprodursi fino ad almeno un anno. La stagione degli amori, che dura circa 3 settimane, coincide con la fine della stagione delle piogge. Ciò significa che gli animali vengono da un periodo in cui si sono nutriti di erba nuova e altamente nutriente, e il tasso di concepimento è spesso del 95%. La stagione degli amori, inizia tipicamente nella notte di luna piena, suggerendo che il ciclo lunare influenzi la riproduzione. In questo periodo, i picchi di testosterone nei maschi raggiunge il suo culmine, con conseguente aumento nelle vocalizzazioni e nei comportamenti territoriali nei maschi sessualmente maturi vocazione. Le attività di questi maschi sessualmente eccitati possono anche stimolare la femmina ad entrare in estro.
Mentre sorvegliano i loro territori e competono per le femmine, i maschi mostrano un'accesa rivalità. Quando si scontrano, i maschi si fronteggiano appoggiati sulle ginocchia anteriori, cercando di colpirsi reciprocamente con le corna. Prima o durante i conflitti fisici i maschi esibiscono comportamenti aggressivi sia per intimorire gli altri maschi sia per attrarre le femmine, come muggire rumorosamente, sbuffare e raschiare le corna sul terreno. Una volta stabilito il dominio, ogni maschio tenta di attirare la femmina nel suo territorio. Durante il corteggiamento, l'urinazione e stiracchiarsi sono attività comuni e il maschio tenta presto di montare la femmina. Una femmina ricettiva tiene la coda da un lato e si ferma mentre avviene l'accoppiamento. Gli accoppiamenti possono essere ripetuti più volte e possono avvenire due o più volte in un minuto. Il maschio non mangia né riposa quando una femmina è presente nel suo territorio, e durante questo periodo la femmina si tiene vicino al maschio, spesso strofinandogli la testa sul busto e annusandogli il pene. Durante la stagione riproduttiva, una femmina può visitare diversi territori e accoppiarsi con diversi maschi.
Il periodo di gestazione negli gnu striati è di circa 8,5 mesi e tra l'80 e il 90% dei vitelli nasce entro un periodo di 3 settimane. Le femmine di gnu partoriscono nel mezzo di un branco piuttosto che da sole, e in genere nel bel mezzo della giornata. Ciò consente al neonato di stabilizzarsi in piedi prima che cali la notte e che i predatori diventino più attivi. Alla nascita i vitelli pesano all'incirca 19 kg (42 libbre) e, solitamente, sono in grado di reggersi sulle proprie gambe entro pochi minuti dalla nascita. Per difendersi dai predatori, i vitelli rimangono vicini alle loro madri per un periodo significativo e possono continuare a succhiare il latte fino alla prossima nascita della madre. Alcuni vitelli lasciano la madre a circa 8 mesi e formano branchi con altri giovani. Nelle grandi mandrie di femmine, l'80% della prole degli gnu sopravvive al primo mese, rispetto a un tasso di sopravvivenza del 50% nelle mandrie più piccole.

## Distribuzione e habitat

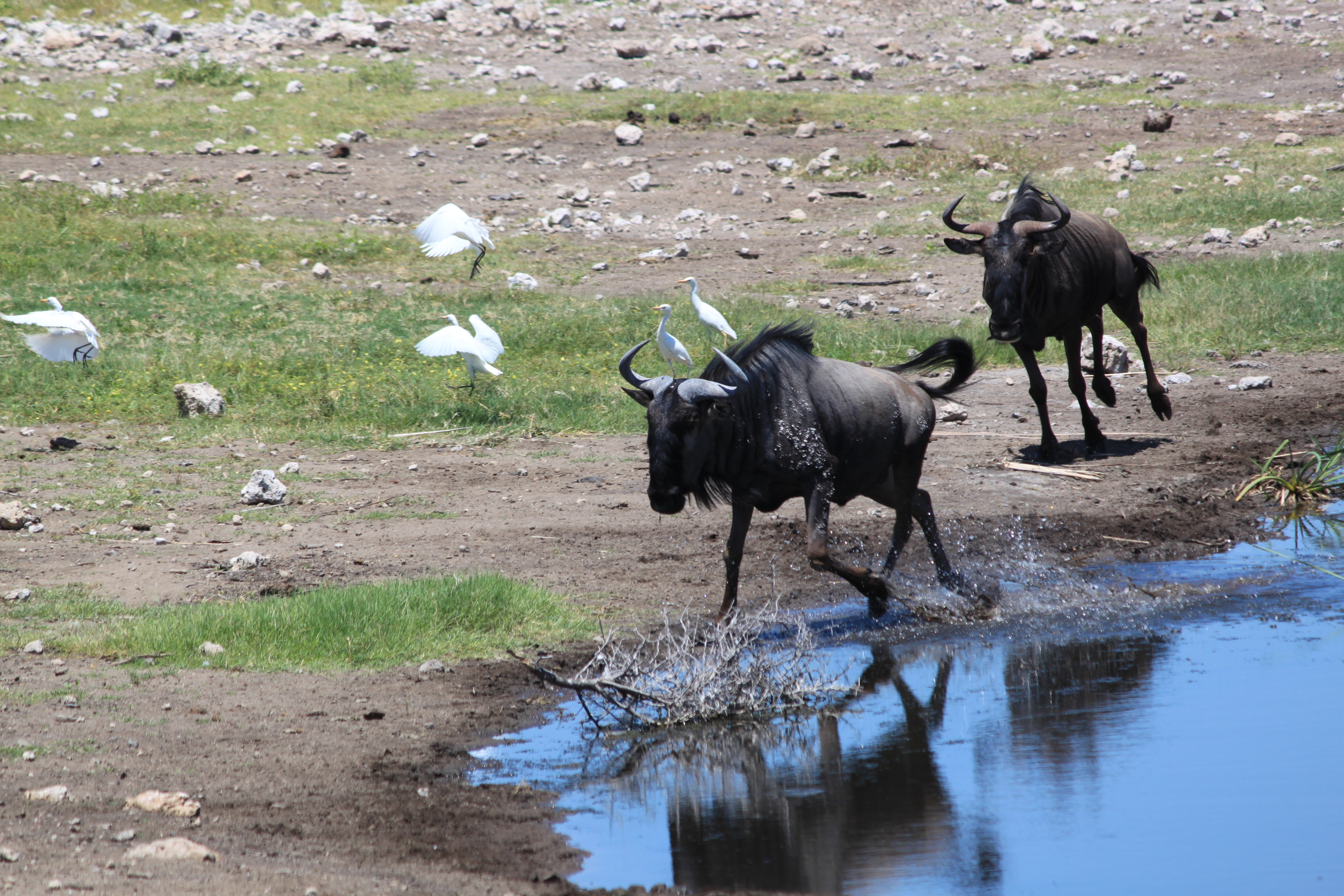
Gli gnu striati abitano i luoghi in cui l'acqua è sempre disponibile

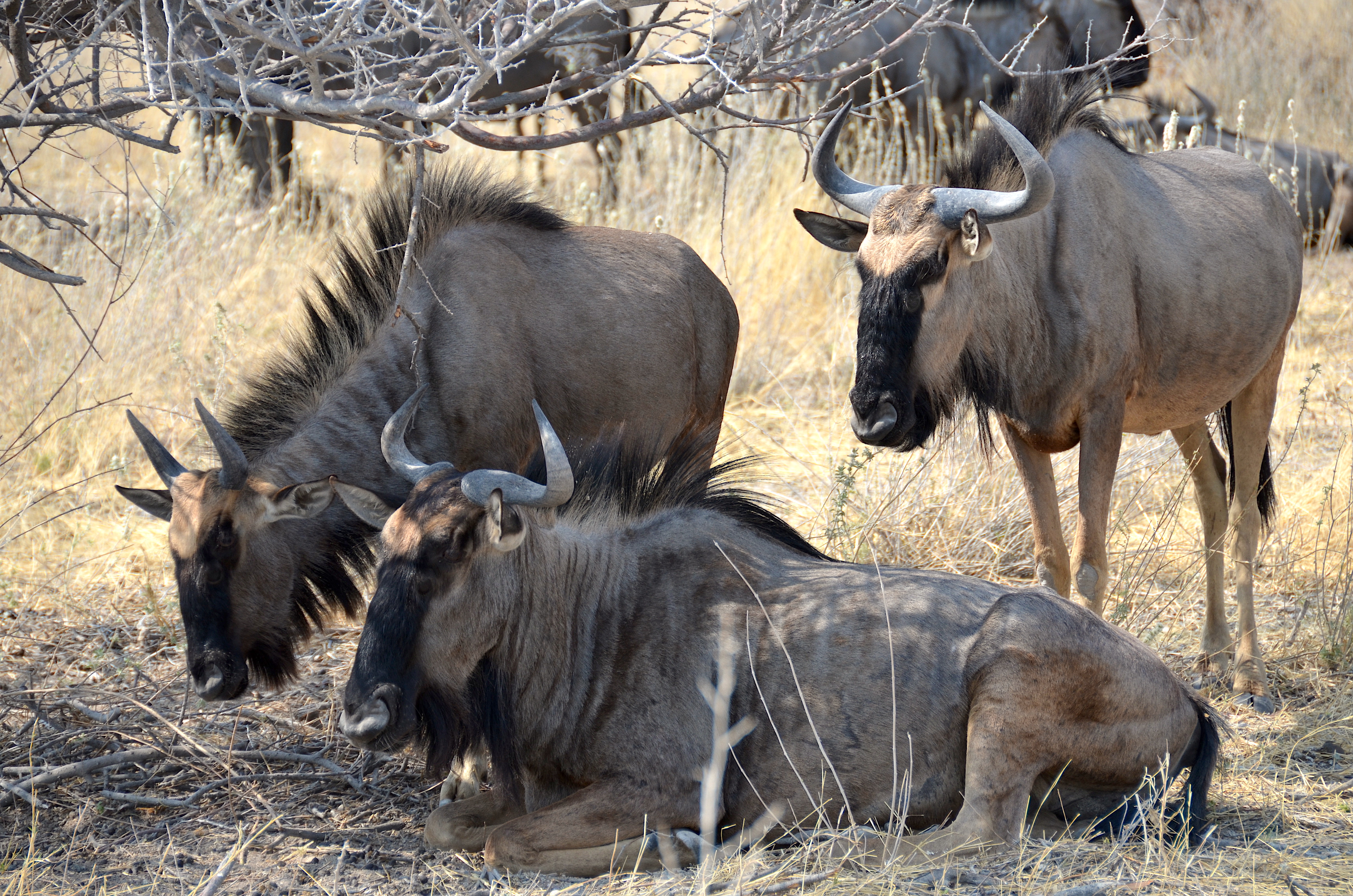
Gnu striati, al Parco nazionale d'Etosha

Lo gnu striato è originario del Kenya, Tanzania, Botswana, Zambia, Zimbabwe, Mozambico, Sudafrica, Swaziland e Angola. È localmente estinto in Malawi, ma è stato reintrodotto con successo in Namibia.
Gli gnu striati si trovano principalmente nelle pianure di erba corta al confine con le savane di acacia ricoperte di cespugli nell'Africa meridionale e orientale, prosperando in aree che non sono né troppo umide né troppo aride. Possono essere trovati in habitat che variano da aree sovrasfruttate con fitte boscaglie a pianure alluvionali boschive. Alberi come Brachystegia e Combretum spp. sono comuni in queste aree. Lo gnu striato può tollerare le regioni aride fintanto che sia disponibile una fornitura di acqua potabile, normalmente entro una distanza di circa 15–25 km (9,3–15,5 miglia), avendo bisogno di abbeverarsi abbondamentemente almeno una volta ogni due giorni. Il limite meridionale dello gnu striato è delimitato dal fiume Orange, mentre il limite occidentale è delimitato dal lago Vittoria e dal monte Kenya. L'areale dell'animale non comprende praterie montane o temperate. Questi gnu si trovano raramente ad altitudini superiori ai 1.800–2.100 m (5.900–6.900 piedi). Con l'eccezione di una piccola popolazione di gnu di Cookson che si trova nella valle di Luangwa (Zambia), lo gnu è assente nelle parti più umide del paese della savana meridionale, e in particolare non è presente nei boschi di miombo.
Ogni anno, almeno tre popolazioni africane di gnu striati prendono parte a migrazioni che coprono lunghe distanze, programmate per coincidere con l'andamento annuale delle precipitazioni e della crescita dell'erba sul suolo vulcanico delle pianure con erbe corte, dove possono trovare cibo ricco di sostanze nutritive necessario per l'allattamento e la crescita dei vitelli. I tempi di migrazione, sia all'andata che al ritorno, possono variare notevolmente di anno in anno. Alla fine della stagione delle piogge, le mandrie migrano verso le zone in stagione secca in risposta alla mancanza di acqua potabile. Quando la stagione delle piogge ricomincia, alcuni mesi dopo, gli animali tornano al loro areale in stagione delle piogge. Questi spostamenti e l'accesso ad alimenti ricchi di sostanze nutritive per la riproduzione consentono alle popolazioni di gnu migratori di crescere ad un numero maggiore rispetto alle popolazioni stanziali. Circa 100 anni fa, esistevano molte più popolazioni migratorie di gnu, ma tutte le popolazioni tranne tre (Serengeti, Tarangire e Kafue) rimangono perlopiù stanziali.

## Tassonomia
Lo gnu striato venne descritto per la prima volta dal naturalista inglese William John Burchell, nel 1824, che gli diede il nome scientifico Connochaetes taurinus. Condivide il genere Connochaetes con lo gnu dalla coda bianca (C. gnou), ed è inserito nella famiglia Bovidae, che include anche antilopi, bovini e altri ungulati. Il nome generico Connochaetes deriva dalle parole greche κόννος/kónnos ossia "barba" e χαίτη/khaítē ossia "capelli fluenti" o "criniera". Il nome specifico taurinus ha origine dalla parola greca tauros, che significa toro o bue. Il nome comune "gnu striato" si alle striature presenti sul collo e parte del dorso dell'animale. Il nome inglese invece, blue wildebeest ossia "gnu blu" fa riferimento alla vistosa lucentezza blu-argento del mantello. Il nome comune "gnu" ha origine dal nome usato dal popolo Khoikhoi, un popolo pastorale nativo dell'Africa sudoccidentale, per indicare l'animale.
Sebbene lo gnu striato e lo gnu dalla coda bianca siano classificati nello stesso genere, il primo era precedentemente collocato in un genere separato, nominato Gorgon. In uno studio sui cromosomi mitotici e sul mtDNA, che è stato intrapreso per comprendere meglio le relazioni evolutive tra le due specie, si è scoperto che le due avevano una stretta relazione filogenetica, e le due specie si erano separate all'incirca un milione di anni fa.

### Sottospecie
La specie C. taurinus è suddivisa in cinque sottospecie:
- C. t. taurinus (Burchell, 1824), lo gnu striato, gnu comune o gnu blu, si trova nell'Africa meridionale. Il suo areale si estende dalla Namibia e dal Sud Africa al Mozambico (a nord del fiume Orange) e dalla Zambia sud-occidentale (a sud del fiume Zambesi) all'Angola meridionale;
- C. t. johnstoni (Sclater, 1896), lo gnu di Nyassaland, si trova dal Mozambico (a nord del fiume Zambesi) alla Tanzania centro-orientale. È localmente estinto in Malawi;
- C. t. mearnsi (Heller, 1913), lo gnu dalla barba bianca occidentale, si trova nel nord della Tanzania e nel sud del Kenya. Il suo areale si estende dall'ovest della Gregory Rift Valley fino a Speke Bay sul lago Vittoria;
- C. t. albojubatus (Thomas, 1912), lo gnu dalla barba bianca orientale, si trova nella Gregory Rift Valley (a sud dell'equatore). Il suo areale si estende dal nord della Tanzania al Kenya centrale;
- C. t. cooksoni (Blaine, 1914), lo gnu di Cookson, è limitato alla valle di Luangwa, in Zambia. A volte, può spingersi nella regione dell'altopiano del Malawi centrale;

### Ibridi
Lo gnu striato è noto per ibridarsi con lo gnu dalla coda bianca. Le differenze nel comportamento sociale e negli habitat hanno storicamente impedito l'ibridazione interspecifica, sebbene possa verificarsi quando entrambe le specie sono confinate all'interno della stessa area, e la prole che ne consegue è generalmente fertile. Uno studio su questi ibridi presso la Riserva naturale di Spion Kop, in Sud Africa, ha rivelato che molti avevano anomalie congenite relative ai denti, alle corna e alle ossa wormiane del cranio. Un altro studio ha riportato un aumento delle dimensioni rispetto a uno dei genitori. In alcuni animali ibridi, le bolle uditive sono altamente deformate e in altri il radio e l'ulna sono fusi.

### Genetica ed evoluzione
Il numero diploide di cromosomi dello gnu striato è 58. I cromosomi sono stati studiati in un maschio e in una femmina di gnu. Nella femmina, tutti tranne un paio di cromosomi submetacentrici molto grandi sono risultati essere acrocentrici. Le metafasi sono state studiate nei cromosomi del maschio e sono stati trovati anche cromosomi submetacentrici molto grandi, simili a quelli della femmina sia per dimensioni che per morfologia. Il resto era acrocentrico. Il cromosoma X è un grande acrocentrico, mentre il cromosoma Y è più piccolo.
Questa specie di gnu sembra essersi evoluta circa 2,5 milioni di anni fa. Si ritiene che lo gnu dalla coda bianca si sia discostato geneticamente dallo gnu striato per diventare una specie distinta circa 1 milione di anni fa, tra il medio e il tardo Pleistocene. Le prove fossili suggeriscono che gli gnu striati fossero abbastanza comuni nella culla dell'umanità in passato. A parte l'Africa orientale, i fossili di gnu striato si trovano comunemente a Elandsfontein, Cornelia e Florisbad.

## Conservazione

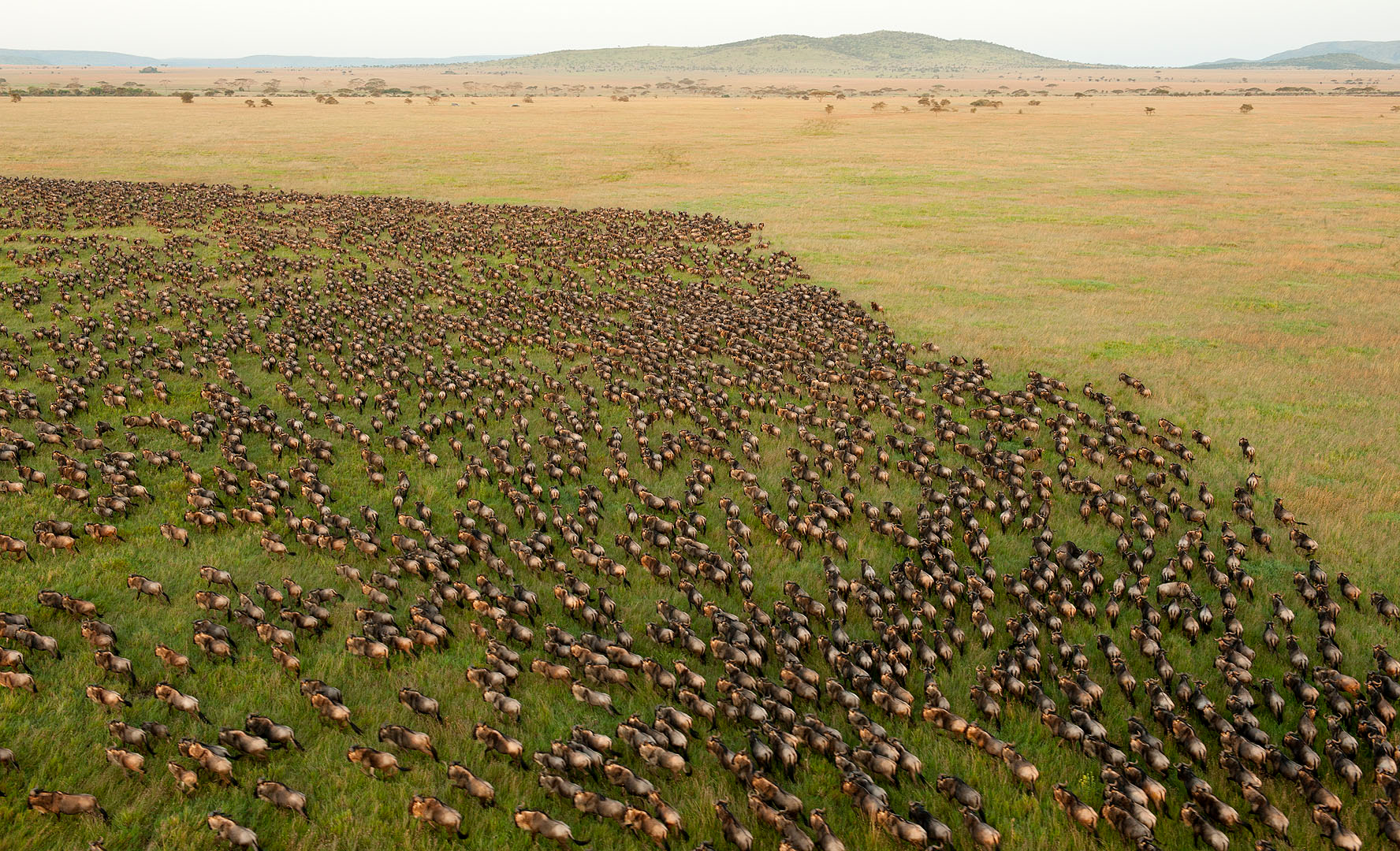
Una mandria di gnu in migrazione, nel Parco nazionale del Serengeti, Tanzania

Lo gnu striato è una preda importante per molti predatori della savana, come leoni, leopardi, licaoni, iene e coccodrilli. Difatti la predazione da parte di questi predatori è la principale causa di morte per questi animali. Gli gnu striati sono anche soggetti a focolai di malattie, che possono anche portare a un calo nel loro numero complessivo. I principali fattori legati all'uomo che influenzano le popolazioni includono la deforestazione su larga scala, il prosciugamento delle fonti d'acqua, l'espansione degli insediamenti e il bracconaggio. Le malattie dei bovini domestici, come la malattia del sonno, possono essere trasmesse agli animali e comportare la loro diminuzione. L'erezione di recinzioni che interrompono le rotte migratorie tra gli intervalli della stagione umida e secca di questi animali hanno provocato eventi di morte di massa quando gli animali vengono tagliati fuori dalle fonti d'acqua e dalle migliori aree di pascolo che cercano durante i periodi di siccità. Uno studio dei fattori che influenzano le popolazioni di gnu nell'ecosistema del Masai Mara ha rivelato che le popolazioni avevano subito un drastico calo di circa l'80% da circa 119.000 individui, nel 1977, a circa 22.000 vent'anni dopo. Si pensava che la causa principale di ciò fosse l'espansione dell'agricoltura, che portò alla perdita dei pascoli durante la stagione delle piogge e delle aree di riproduzione. Allo stesso modo, recentemente si sono verificati drastici cali nella migrazione degli gnu del Tarangire.
Il numero totale di gnu striati è stimato a circa 1.550.000 esemplari. L'andamento della popolazione nel complesso è stabile e le cifre nel Parco nazionale del Serengeti (Tanzania) sono aumentate a circa 1.300.000. La densità di popolazione varia da 0,15/km² nei Parchi Nazionali di Hwange e Etosha, a 35/km 2 nel cratere di Ngorongoro e nel Parco Nazionale del Serengeti, dove sono più abbondanti. Gli gnu striati sono stati introdotti anche in una serie di allevamenti di selvaggina privati, riserve e aree di conservazione. Per questi motivi, l'Unione Internazionale per la Conservazione della Natura (IUCN) valuta lo gnu striato come una specie a Rischio minimo. Tuttavia, il numero degli gnu dalla barba bianca orientale (C. t. Albojubatus) ha visto un forte calo fino a un livello attuale di probabilmente 6.000-8.000 animali, e questo sta destando qualche preoccupazione tra gli zoologi.

## Interazioni con l'uomo

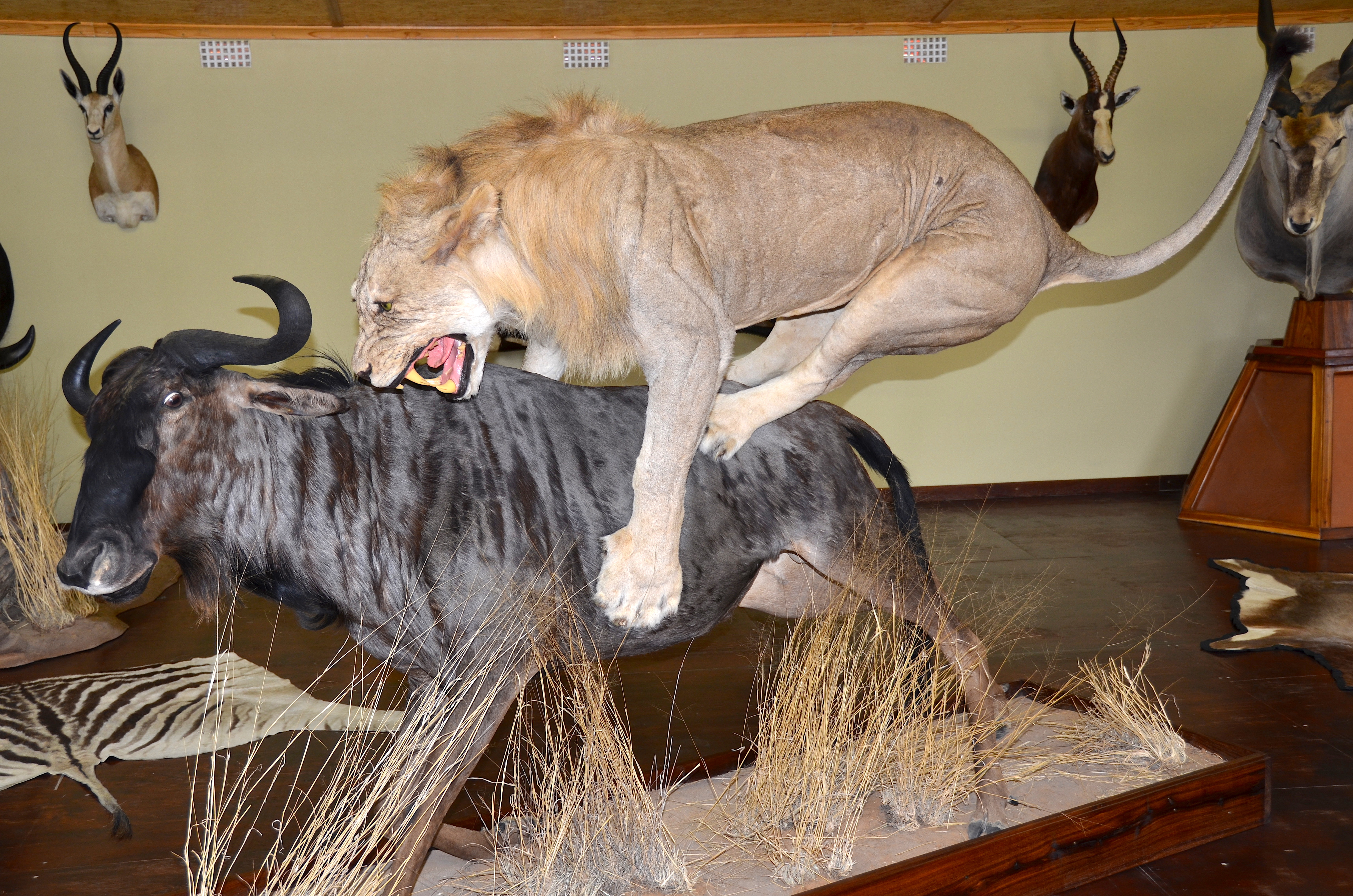
Un leone ed uno gnu striato tassidermizzati, Namibia

Essendo uno dei principali erbivori dell'Africa meridionale e orientale, lo gnu striato svolge un ruolo importante nell'ecosistema ed è la principale preda di grandi predatori come il leone. È uno degli animali che attira di più i turisti per osservare i grandi erbivori dell'area e, come tale, è di grande importanza economica per la regione. Tradizionalmente, gli gnu striati sono stati cacciati per le loro pelli e la carne, in quanto la loro pelle produce pellami di buona qualità, anche se la carne è ruvida, secca e piuttosto dura.
Tuttavia, lo gnu striato può anche influenzare negativamente gli esseri umani. Possono competere con il bestiame domestico per i pascoli e l'acqua e possono trasmettere malattie mortali come la peste bovina ai bovini e causare epidemie tra gli animali. Possono anche diffondere zecche, vermi polmonari, tenie, mosche e trematodi paramphistome.
È stata scoperta un'antica lastra di ardesia scolpita raffigurante un animale molto simile ad uno gnu striato. Risalente al 3000 a.C. circa, è stato ritrovato a Hierakonopolis (Nekhen), che a quel tempo era la capitale religiosa e politica dell'Alto Egitto. Questa potrebbe essere la prova che l'animale si trovava in Nord Africa ed era associato agli antichi egizi.

## Gli gnu nella cultura di massa
- Nel film Uno zoo in fuga, un numeroso branco di gnu comandato da Kazar (che sarebbe l'antagonista principale del film) vuole trasformare gli gnu in predatori, per ribaltare la catena alimentare con i leoni.
- Lo gnu è la mascotte del progetto GNU e del sistema operativo libero GNU.
- Lo gnu appare nel film Il re leone, nei seguiti (Il re leone II - Il regno di Simba e Il re leone 3 - Hakuna Matata) e brevemente nelle serie Timon e Pumbaa e The Lion Guard